# Orfelia zeteki
Orfelia zeteki är en tvåvingeart som beskrevs av Lane 1950. Orfelia zeteki ingår i släktet Orfelia och familjen platthornsmyggor. Inga underarter finns listade i Catalogue of Life.